# Hank Luisetti
Angelo-Giuseppi „Hank” Luisetti (ur. 16 czerwca 1916 w San Francisco, zm. 17 grudnia 2002 w San Mateo) – amerykański koszykarz akademicki występujący na pozycji skrzydłowego oraz trener, członek Koszykarskiej Galerii Sław im. Jamesa Naismitha.
W 1933 oraz 1934 poprowadził swoją szkolną drużynę, San Francisco Galileodo mistrzostwa miasta.
1 stycznia 1938 został pierwszym w historii zawodnikiem akademickim, który zdobył 50 punktów w jednym spotkaniu. Miało to miejsce podczas wygranego 92-27 spotkania z uczelnią Duquesne. Opuszczając uczelnię Stanford w 1938 roku został akademickim liderem strzelców wszech czasów (1596 punktów). W tym samym roku wystąpił w filmie Campus Confessions u boku Betty Grable.
Podczas II wojny światowej był oficerem marynarki wojennej.
W 1950 został uznany przez Associated Press drugim najlepszym koszykarzem pierwszej połowy XX w.
W 1988, wewnątrz Maples Pavilion, na kampusie Stanford stanęła jego statua za sprawą byłego kolegi z drużyny Phila Zonne. W 1999 umieszczono ją na zewnątrz budynku, aby uzyskać więcej miejsc siedzących. W tym samym roku została ona zdewastowana po jednym ze spotkań. Urwano jej ramię. Uczelnia wyznaczyła nagrodę za jego odzyskanie. Nie zostało ono odnalezione, jednak dokonano naprawy statuy.

## Osiągnięcia
Na podstawie, o ile nie zaznaczono inaczej.
NCAA
- Mistrz:
  - pre-tournament:
    - Premo-Porretta (1937)
    - Helms (1937)

  - konferencji Pacific Coast (PCC – 1936–1938)
- Koszykarz Roku NCAA według Helms Athletic Foundation (1937, 1938)
- Zaliczony do:
  - I składu:
    - All-American (1936–1938)
    - PCC (1936–1938)

  - Pac-10 Hall of Honor (marzec 2001)
- Lider strzelców NCAA (1936, 1937)

AAU
- Wicemistrz ogólnokrajowego turnieju AAU (1941, 1942)
- Zaliczony do AAU All-American (1941, 1942)

Indywidualne
- Zaliczony do:
  - Koszykarskiej Galerii Sław im. Jamesa Naismitha (1959)[7]
  - Galerii Sław:
    - Koszykówki Akademickiej (2006)[8]
    - Italian American Sports Hall of Fame